# Erfurter Heimatbrief

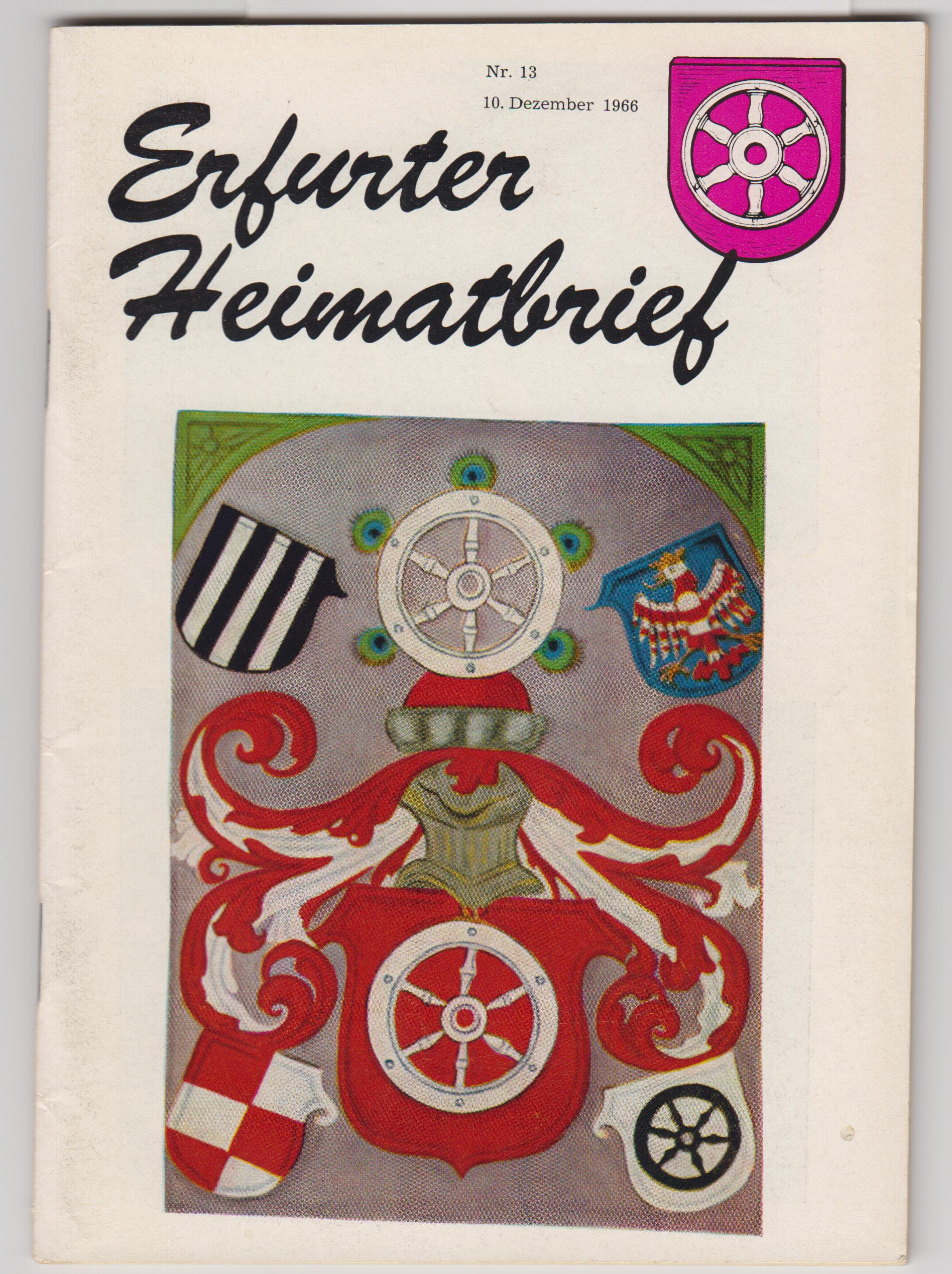
Erfurter Heimatbrief Nr. 13 von 1966

Der Erfurter Heimatbrief (EHB) war das Publikationsorgan der Vereinigung Heimattreue Erfurter, einem Zusammenschluss in Westdeutschland lebender Erfurter. Der Erfurter Heimatbrief erschien halbjährlich in 64 Ausgaben von 1961 bis 1992. Er ist eine Fundgrube für heimatgeschichtlich Interessierte.

## Geschichte
Herausgeber und erster Redakteur des Erfurter Heimatbriefs war von 1961 bis 1977 Selmar Bühling, der Vorsitzende der 1960 gegründeten Vereinigung Heimattreue Erfurter. Als Mitbegründer kann der frühere Erfurter Verleger Heinz Heise gelten.
Der Brief war zwar für die Erfurter in der Bundesrepublik mit Westberlin und im westlichen Ausland bestimmt, wurde jedoch inoffiziell auch in Erfurt gelesen. Die erste Auflage mit 30 Seiten wurde in 2.400 Exemplaren gedruckt. Später umfassten die bebilderten Hefte meist etwa 80 Seiten, in einer Sonderausgabe 140 Seiten. 1965 wurden 7.500 Exemplare gedruckt, später meist 5.000. Man rechnete damit, etwa 10.000 Erfurter zu erreichen. Ein Bezugsgeld wurde nicht erhoben, die Finanzierung erfolgte ausschließlich über Spenden. Regelmäßig wurde auch um Rückgabe (zur Weitergabe) von nicht mehr gebrauchten Heimatbriefen gebeten.
Der Inhalt der Briefe bestand unter anderem aus: Familiennachrichten aus Erfurt und von Erfurtern im Westen, Berichten über Jubiläumsereignisse und Heimattreffen, Suchanzeigen, Ankündigungen von und Berichte über Heimattreffen, Bitten um Beiträge und Spenden, Ereignissen in Erfurt und Umgebung, vor allem zum Verfall von Alt-Erfurt, zum Abriss- und Baugeschehen in der Stadt, Buchbesprechungen und geschichtlichen Beiträgen, vorrangig von Zeitzeugen.
Die aktuellen Nachrichten aus Erfurt stammten zum Teil aus der Regionalpresse, inoffizielle Quellen waren Rentner aus Erfurt oder Besucher von Erfurt aus dem Westen. Eine besondere Rolle spielte dabei Michael Meinung, Redakteur des Thüringer Tageblatts (der Ost-CDU) in Erfurt. „Die Redaktion des EHB verdankt ihm in den letzten Jahren der SED-Diktatur manche Hinweise und Hintergrundinformationen, die er nicht ohne Gefahr für seine Existenz weitergab. Ohne diese wäre der ‚Halbjahresanzeiger‘ nicht so interessant ... und aktuell gewesen“. Der EHB bedankte sich in der Wende auch bei der Rentnerin Emmy Stapf aus Erfurt, die trotz hohen Alters regelmäßig die Todesanzeigen aus Erfurter Lokalzeitungen sammelte und der Redaktion unter wechselnden Absendern an Deckadressen zukommen ließ.
Nach Bühlings Tod 1977 war Carl Haußknecht bis 1981 verantwortlicher Redakteur.
Mit der Selbstauflösung der Vereinigung Heimattreue Erfurter zum Jahresende 1992 stellte auch der Erfurter Heimatbrief sein Erscheinen ein. Den 64 Heften von Februar 1961 bis Juni 1992 folgte noch ein „Brief aus Erfurt“ zum letzten Treffen der Heimattreuen Erfurter am 4. September 1992, das zugleich das einzige in Erfurt selber war. Außer der Reihe erschien 1978 unter Redaktion von Carl Haußknecht ein Bändchen im Format der EHB "Erfurt in alten Ansichtskarten".
Es existieren zwei Registerbände der EHB: 1961–1987 und 1988–1992. Der erste erschien 1988, der zweite 2012.